# Operación Hambruna
La Operación Hambruna (Operation Starvation) fue una operación militar llevada a cabo en la Segunda Guerra Mundial por las Fuerzas Aéreas del Ejército de los Estados Unidos, en la que se minaron desde el aire rutas vitales de agua y puertos del Archipiélago japonés para interrumpir el transporte marítimo enemigo.

## Operación
La misión se inició ante la insistencia del almirante Chester Nimitz, que quería que sus operaciones navales aumentaran con una extensa explotación minera del propio Japón realizada por la fuerza aérea. Si bien el general Henry H. Arnold sintió que esto era estrictamente una prioridad naval, asignó al general Curtis LeMay para que lo llevara a cabo. LeMay asignó a un grupo de aproximadamente 160 aviones de la 313a Ala de Bombardeo a la tarea, con órdenes de plantar 2.000 minas en abril de 1945. Las ejecuciones mineras fueron realizadas por B-29 Superfortress individuales por la noche a altitudes moderadamente bajas. El radar proporcionó información sobre la liberación de minas. El Ala de Bombardeo 313 recibió entrenamiento preliminar en la teoría de la minería aérea, mientras que su avión B-29 recibió una modificación de la bahía de bombas para transportar minas. Posteriormente, las tripulaciones aéreas individuales recibieron de cuatro a ocho vuelos de entrenamiento que incluían cinco aproximaciones de radar en cada vuelo y caídas de minas ficticias en el último vuelo.
A partir del 27 de marzo de 1945, se lanzaron inicialmente mil minas de influencia retardadas por paracaídas con detonadores magnéticos y acústicos, seguidas de muchas más, incluidos modelos con explosores de desplazamiento por presión de agua. Esta minería demostró ser el medio más eficiente de destruir el transporte marítimo japonés durante la Segunda Guerra Mundial. En términos de daño por unidad de costo, superó el bombardeo estratégico y la campaña de submarinos de Estados Unidos.
Finalmente, la mayoría de los principales puertos y estrechos de Japón fueron minados repetidamente, lo que interrumpió gravemente la logística japonesa y los movimientos de tropas durante el resto de la guerra, con 35 de las 47 rutas esenciales de convoyes que tuvieron que ser abandonadas. Por ejemplo, el envío a través de Kobe disminuyó en un 85%, de 320.000 toneladas en marzo a solo 44.000 toneladas en julio. La Operación Hambruna hundió más tonelaje de barcos en los últimos seis meses de la guerra que los esfuerzos de todas las demás fuentes combinadas. La Vigésima Fuerza Aérea realizó 1.529 salidas y colocó 12.135 minas en veintiséis campos en cuarenta y seis misiones distintas. La minería demandó solo el 5.7% de las salidas totales del XXI Bomber Command, y solo quince B-29 se perdieron en el esfuerzo. Por el contrario, las minas hundieron o dañaron 670 barcos por un total de más de 1.250.000 toneladas.

## Consecuencias
Después de la guerra, el comandante de las operaciones de limpieza de minas de Japón señaló que pensaba que esta campaña minera podría haber llevado directamente a la derrota de Japón por sí sola si hubiera comenzado antes. Analistas estadounidenses llegaron a conclusiones similares que informaron en julio de 1946 en el Estudio de bombardeo estratégico de los Estados Unidos que habría sido más eficiente combinar el esfuerzo submarino anti-envío efectivo de los Estados Unidos con el poder aéreo terrestre y aéreo para atacar con más fuerza. contra el transporte marítimo mercante y comenzar una campaña de minería aérea más extensa a principios de la guerra. Esto habría matado de hambre a Japón, forzando un final más temprano de la guerra.